# Kod autoryzujący
Kod autoryzujący (ang. transfer secret code) – unikatowy kod generowany dla każdej domeny potwierdzający własność domeny. Osoba posiadająca ten kod może dokonywać dowolnych zmian w danych domeny. Służy do zezwolenia lub potwierdzenia wniosku o przeniesienie nazwy domeny do innego rejestratora. Niektórzy rejestratorzy oferują narzędzia pozwalające generować i zarządzać
kodem Auth Info. W innych przypadkach, należy skontaktować się z rejestratorem bezpośrednio, aby taki kod uzyskać. Rejestrator musi zapewnić wydanie kodu w ciągu 5 dni kalendarzowych od daty żądania.